# Kalevipoeg

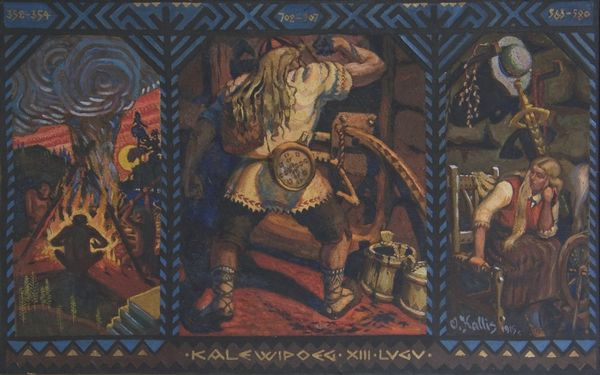
Le fils de Kalev,
auteur : Oskar Kallis.

Kalevipoeg est l'épopée nationale estonienne écrite en versification allitérative. Elle est formée de 19 023 vers. Elle a été compilée à la fin du XIXe siècle à partir des récits traditionnels.

## Histoire
Inspiré par le succès du Kalevala, Friedrich Faehlmann (1798-1850) commence à compiler des récits populaires estoniens, en allemand. Inachevé à sa mort, le projet est poursuivi en estonien par Friedrich Reinhold Kreutzwald (1803-1882). La première version 1853 (13 817 vers) de Kalevipoeg n'a pu être diffusée pour cause de censure. Une seconde version (19 087 vers) mise à jour et rallongée sera diffusée par parties de 1857 à 1861 en format bilingue estonien-allemand. La troisième version (19 023 vers) paraît sous forme de livre imprimé à Kuopio, en Finlande en 1862.
La première traduction française intégrale a été publiée en 2004 chez Gallimard.

## Structure
En vingt chants, elle relate les aventures de Kalev, de son épouse Linda et de son fils, Kalevipoeg, doté d'une force surhumaine.
Au deuxième chant, Linda enterre son époux, Kalev, et érige une sépulture qui forme la colline de Toompea à Tallinn. Inconsolable, ses larmes forment le lac Ülemiste.
À la fin d'une vie chargée d'exploits, Kalevipoeg meurt, victime d'une malédiction, mais est ressuscité par les dieux. Il est chargé de veiller aux portes de l'Enfer, pour empêcher le Diable d'en sortir.